# Carcharhinus dussumieri
Requin à joues blanches
Espèce
Répartition géographique
Statut de conservation UICN

 EN  : En danger
Le Requin à joues blanches (Carcharhinus dussumieri) est un requin de la famille des Carcharhinidae. Il vit dans l'Indo-Pacifique entre des latitudes de 34° N et 25° S. C'est un requin de petite taille, dont la longueur atteint 1 m. C'est une espèce assez commune, mais peu connue, et il est parfois confondu avec le Requin à taches noires (Carcharhinus sealei). Il se nourrit principalement de poissons, céphalopodes et crustacés. Il est vivipare et la femelle donne naissance à jusqu'à 4 jeunes. L'Union internationale pour la conservation de la nature (UICN) a classé l'espèce quasi-menacée, et son déclin est principalement lié au fait qu'il est une prise accessoire fréquente des pêcheurs.

## Description
Le Requin à joues blanches peut atteindre une longueur d'environ 100 cm. Il a un corps mince et une longue tête avec museau arrondi. Ses yeux sont ovales et les deux mâchoires présentent généralement 13 ou 14 rangées dents pointées vers l'arrière de chaque côté. Les dents de la mâchoire supérieure sont assez larges, avec un bord dentelé. Celles de la mâchoire inférieure sont nettement plus étroites et plus finement dentelées. Les nageoires pectorales sont longues, étroites et courbes et ont des extrémités pointues. La première nageoire dorsale est triangulaire, non courbée et de taille moyenne, et la deuxième nageoire dorsale est beaucoup plus petite que la première et porte une grande tache noire à son sommet. Le Requin à joues blanches est de couleur grise ou gris-brun dessus, et pâle dessous,.

## Biologie
Le Requin à joues blanches se nourrit principalement de poissons, mais aussi de poulpes, calmars et divers crustacés, y compris des crabes. Il mange parfois des mollusques et des vers qu'il tire du fond marin. Parmi les parasites susceptibles de toucher l'espèce, on note les cestodes du genre Anthobothrium et Paraorygmatobothrium.
Les mâles et les femelles atteignent la maturité sexuelle quand ils mesurent environ 70 cm de long. Comme les autres requins de la famille des Carcharhinidae, le Requin à joues blanches est vivipare ; après que les embryons en développement aient épuisés leur réserve en vitellus, le sac vitellin vide se développe en une connexion avec le placenta qui permet à l'embryon d'être nourri par sa mère. Chaque femelle a un seul ovaire fonctionnel, celui du côté droit, et deux utérus. La reproduction a lieu tout au long de l'année, peu de temps après la mise bas. Les femelles donnent généralement naissance à entre 1 et 4 jeunes, habituellement 2. Les nouveau-nés mesurent environ 38 cm,.

## Distribution
Le Requin à joues blanches  est originaire de l'océan Indo-Pacifique, et on le rencontre sur les plateaux continentaux et côtiers et autour des îles à une profondeur d'environ 170 mètres. Son aire de répartition s'étend de la mer d'Oman et du golfe Persique jusqu'à Java, en Indonésie, au Japon et en Australie.

## Taxinomie
Les biologistes allemands Johannes Müller et Jakob Henle ont décrit le Requin à joues blanches comme Carcharias (Prionodon) dussumieri dans leur Systematische Beschreibung der Plagiostomen paru en 1839. Plus tard, d'autres auteurs le réaffectent dans le genre Carcharhinus. Le spécimen type est un jeune mâle immature mesurant 37 cm, et collecté au large de Pondichéry en Inde.

## Relations avec l'Homme
L'Union internationale pour la conservation de la nature (UICN) a classé l'espèce quasi-menacée dans sa Liste rouge des espèces menacées. En effet, il est souvent pris par les pêcheurs en eau peu profonde à la ligne, au filet maillant et au chalut. La tendance de la population semble être à la baisse et il est en voie d'extinction locale dans certaines parties de son aire de répartition. C'est généralement une prise accessoire dans les  eaux australiennes qui représente environ 2 à 3 % de la biomasse totale capturée. Il n'est pas dangereux pour l'Homme et sa chair est commercialisée pour la consommation humaine.